# Tunesische rial

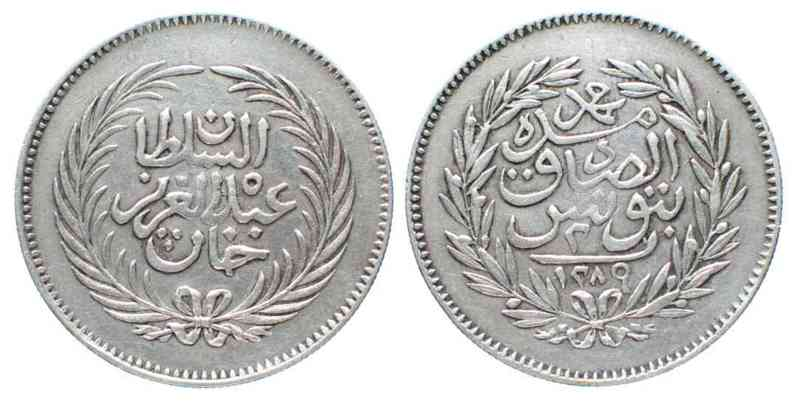
Munten uit 1872

De Tunesische rial of piastre was de munteenheid van Tunesië tot 1891. Het was onderverdeeld in 16 kharub (caroub), elk van 13 fals (burbe). De fals werd verder onderverdeeld in 6 qafsi (burben). De nasri (asper) was 2 fals waard. De denominatie werd vaak niet op munten vermeld of alleen met een cijfer aangegeven. Sommige munten die in rial luiden hebben een cijfer boven de Arabische letter r, ر.

## Geschiedenis
De rial werd uitgegeven door de Beys van Tunis. Hoewel bekend als de piastre door Europeanen, was het niet gelijk aan de Turkse kuruş, ook wel bekend als de piastre. Vanaf 1855 was de rial op een bimetaalstandaard van 1 rial = 0,17716 gram puur goud of 2,7873 gram puur zilver. In 1887 werd het goudgehalte van de munt van 25 rial iets verlaagd om het gelijk te maken aan 15 Franse frank. In 1891 werd deze omrekeningskoers (gemakkelijker uitgedrukt als 1 rial = 60 centimes) gebruikt toen de Tunesische frank de rial verving.

## Munten
In het begin van de 19e eeuw werden koperen 1 valse munten uitgegeven, samen met miljard 1 nasri, 1, 2, 4 en 8 kharub, 1 en 2 rial en gouden sultani. Een nieuwe munt werd geïntroduceerd in 1847, bestaande uit koper 1 fals, 1 nasri, ½ en 1 kharub en zilver 2 en 5 rial denominaties. Tussen 1856 en 1858 werden koperen munten voor 3, 6 en 13 nasri uitgegeven samen met zilver 2, 4 en 8 kharub, 1, 3 en 4 rial en goud 10, 20, 25, 40, 50, 80 en 100 rial. De gouden munten werden aanvankelijk geslagen in puur goud, later teruggebracht tot .900 fijnheid, waarbij de coupures van 20, 40 en 80 rial van korte duur waren. De 6 en 13 nasri-munten werden later overstempeld met de Arabische cijfers "1" en "2" ("١" en "٢") om aan te geven dat ze zouden circuleren als 1 en 2 kharub-munten, een waardestijging van ½ nasri voor de munt van 6 nasri. In 1864 werd een nieuwe koperen munt geïntroduceerd in coupures van ¼, ½, 1, 2, 4, 8 kharub. Zilver 8 kharub en goud 5 rial werden ook geïntroduceerd. In 1887 werden de iets kleinere munten van 25 rial geïntroduceerd (zie hierboven), met de extra inscriptie "15 F" om de gelijkwaardigheid met de Franse frank aan te geven.